# Pavane pour une infante défunte

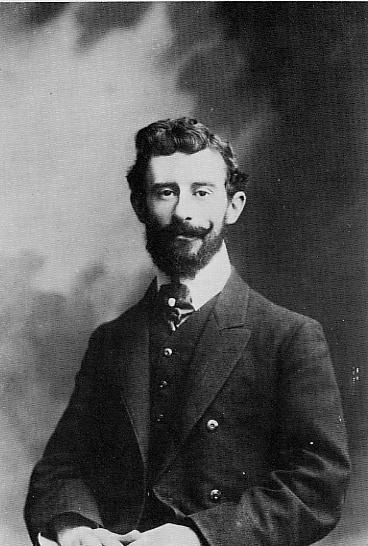
Maurice Ravel, 1907

Pavane pour une infante défunte (dt. ‚Pavane für eine verstorbene Prinzessin‘) ist ein gut sechsminütiges impressionistisches Klavierstück des französischen Komponisten Maurice Ravel. Die Komposition entstand 1899 während seines Studiums unter Gabriel Fauré am Conservatoire de Paris und ist damit eines seiner Frühwerke. Gewidmet ist das Stück seiner Mäzenin Winnaretta Singer, der „Prinzessin von Polignac“, die einen mondänen Pariser Salon führte, in dem Ravel während seiner Studienzeit häufig einkehrte. 1910, über ein Jahrzehnt später, veröffentlichte Ravel eine weitere Fassung des Stückes für Orchester.

## Hintergrund und Wirkung

Diego Velázquez, Las Meninas (Ausschnitt), 1656–57

Ravel selbst beschrieb das Stück als „eine Erinnerung an eine Pavane, die eine kleine Prinzessin in alter Zeit am spanischen Hof getanzt haben könnte“; sie sei „keine Trauerklage für ein totes Kind, sondern eine Vorstellung von einer Pavane, wie sie vielleicht von so einer kleinen Prinzessin in einem Gemälde von Velázquez getanzt wurde“. Später erklärte er jedoch, den Titel letztlich allein wegen der Assonanz gewählt zu haben. In jedem Falle evoziert der Titel, wie einige andere Kompositionen Ravels, den spanischen Hof des 16. Jahrhunderts und ist im Zusammenhang mit der Spanien-Nostalgie des 19. Jahrhunderts zu sehen.
Erstmals öffentlich aufgeführt wurde das Stück am 5. April 1902 von Ravels engem Freund Ricardo Viñes. Das bis dahin recht unbeachtete Stück wurde von der zeitgenössischen Kritik sehr positiv aufgenommen und dadurch ausgesprochen populär; hatte seine Musik zum Zeitpunkt der Erstveröffentlichung des Stückes noch als zu „anarchistisch“ gegolten, begründete es nun seinen internationalen Erfolg als Komponist. Ravel selbst schätzte es im Vergleich zu seinen anderen Stücken aufgrund des allzu großen Anklangs an die Musik Emmanuel Chabriers nach eigener Aussage eher weniger.

## Aufbau und Interpretation

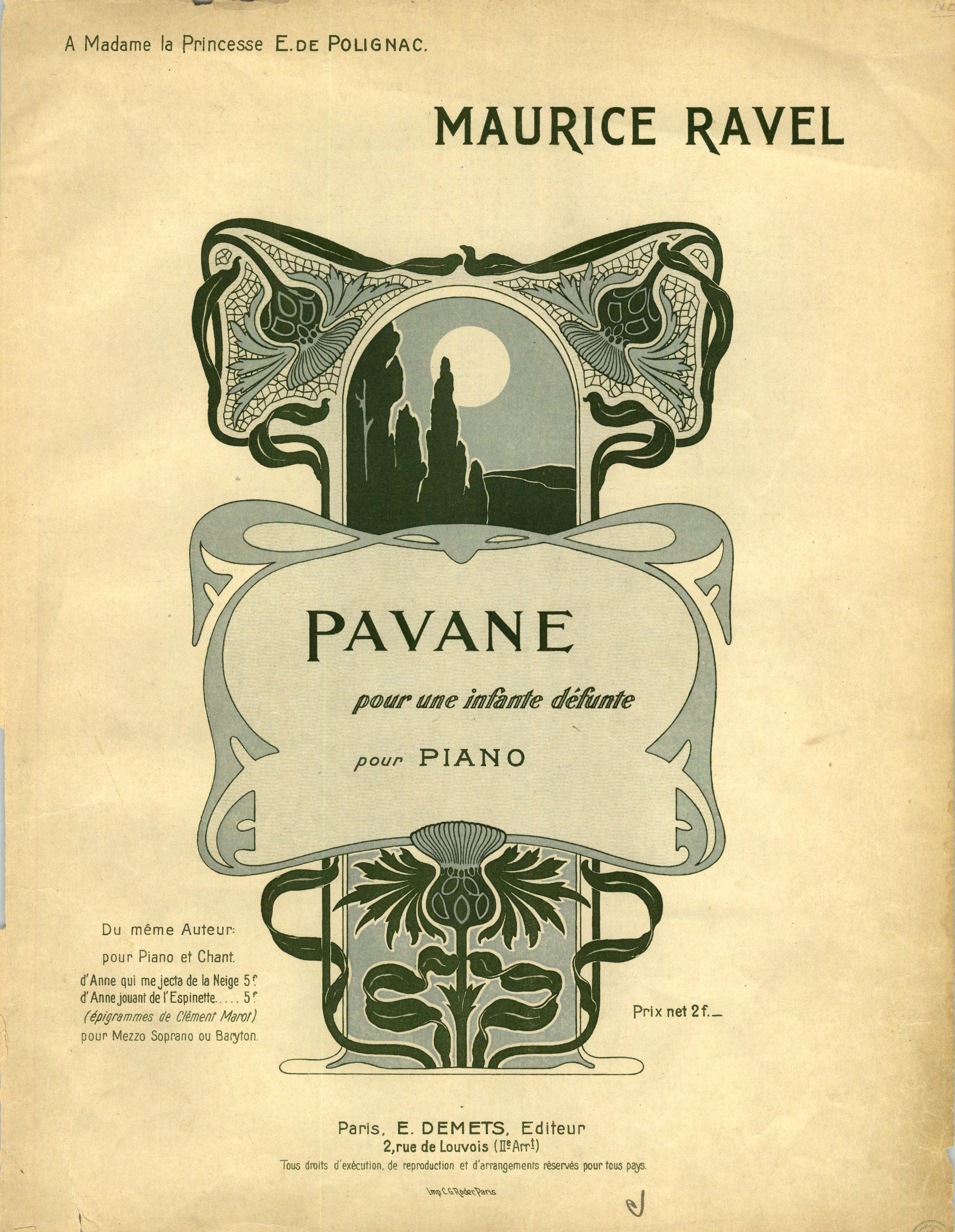
Titelbild der Erstausgabe von Pavane pour une infante défunte

Das Stück beginnt in G-Dur und folgt dem Rondo-Schema A (Takte 1–12), B (Takte 13–27), A (Takte 28–39), C (Takte 40–59), A (Takte 60–72). Das Anfangsthema lautet:
Ravel überlässt die Vorstellung des Themas dem Horn. Er verlangt „2 Cors simples en sol“, also zwei Naturhörner in G, was ungewöhnlich für jene Zeit ist. Dies lässt sich jedoch durch die Sonderstellung des Conservatoire de Paris erklären, an welchem bis 1903 ausschließlich Naturhorn unterrichtet wurde. Die Leichtigkeit in Bauweise und Klang sowie die Klangcharakteristika der gedämpften und gestopften Töne der Naturhörner waren bis zu jener Zeit sehr beliebt und für dieses getragene Stück sehr passend.
Der Komponist intendierte eine ausgesprochen langsame Umsetzung des Stücks, die die Würde und Bedächtigkeit der Komposition unterstreichen sollte und die er so auch, zum Missfallen von Kritikern wie Émile Vuillermoz, in seinen eigenen Aufführungen umsetzte. Die vordergründig eingängige Melodie des Werkes steht im Kontrast zu der neuartigen und handwerklich vollendeten Harmonik, deren Akkordpalette vom Drei- bis zum Siebenklang reicht. Die Komposition steht daher exemplarisch für das, was Stuckenschmidt als die „gelehrte Naivität“, als die „differenzierte und raffinierte Kinderstube“ Ravels bezeichnet hatte.
Die erste Aufnahme der Pavane entstand 1921 in Paris. Eine 1932 entstandene Aufnahme wurde öfter Ravel selbst als Dirigent zugeschrieben, jedoch wurde das Orchester von Pedro de Freitas-Branco geleitet, Ravel war jedoch bei den Proben und der Aufnahme anwesend.
Ravel selbst nahm das Stück auf einer Klavierrolle im Jahre 1922 auf. Die Aufnahme dauert 5 Minuten 40 Sekunden.

## Rezeption
Im Bereich des Jazz wurde Pavane pour une infante défunte von Musikern wie Peter Appleyard, Hubert Laws/Buddy Collette, Larry Coryell/Ralph Towner, Willem Breuker, Eumir Deodato, Regina Carter und den L. A. Four  interpretiert.
Im Roman Der Atem (1946/47) von Heinrich Mann wird die Pavane im 5. Teil (Die Nachtbar) ausführlich thematisiert (unter der Bezeichnung „Pavane pour une Princesse morte“).
In Wes Andersons Kurzfilm Hotel Chevalier (2007) spielt der französische Pianist Pascal Rogé (* 1951) die Pavane.

## Ballett
Im Bereich des Balletts schuf der Choreograf Kurt Jooss 1929 für seine Compagnie ballets Jooss ein tänzerisches Juwel. Vergeblich versucht eine Infantin, sich vom Zwang der Hof-Etikette zu befreien. Für ihre Hoffnungen, Wünsche und Träume ist am starr reglementierten Hof  kein Platz. Sie wird von der Hofgesellschaft in einem kalten Ritualtanz  erdrückt und stirbt einen der anrührendsten Bühnentode des Modern Dance Repertoires.
Man kann diese  Choreografie auch als Anklage gegen lebensvernichtende Macht-Strukturen verstehen. Sie zählt, neben dem Anti-Kriegsballett Der Grüne Tisch,  zu den vier Meisterwerken von Kurt Jooss, die internationale Compagnien bis heute immer wieder in ihre Spielpläne aufnehmen.
2004 entstand für Arte eine komplette TV-Bühnenaufzeichnung, getanzt vom Ballet de l’Opéra National du Rhin, einstudiert von der Jooss-Tochter Anna Markard, TV-Regie: Annette von Wangenheim.